# 生産環境科学科
生産環境科学科（せいさんかんきょうがくか）は、かつてあった大学の学科のひとつで、農学・生物環境学に関連した学問について教育を行う。農学部などに設置されていた。

## 設置されていた大学
- 生産環境科学科 - 新潟大学農学部

平成29年度からは農学科（食品科学プログラム、応用生命科学プログラム、生物資源科学プログラム、流域環境学プログラム、フィールド科学人材育成プログラム）に改組
- 北海道美幌高等学校に生産環境科学科が設置されている。
- 宮崎大学に植物生産環境科学科が設置されている。
- 北里大学は獣医畜産学部生物生産環境学科から獣医学部生物環境科学科に
- 岐阜大学農学部には、生産環境科学課程がある。
- 京都先端科学大学は、バイオ環境学部 生物環境科学科 農業生産分野

所定の実務年数を経て造園施工管理技士の受験資格を得ることができる（番号は9）。
旧生産環境学科の琉球大学農学部と、岐阜大学も生産環境科学課程環境生態科学コース(平成16～21年度入学者は履修条件確認が必要) は同様に得ることができる。
京都大学農学部の旧生産環境科学科も地域環境創造学コース（現・地域環境工学科）は履修条件確認がいる。